# Summum ius, summa iniuria
Summum ius, summa iniuria é um aforismo latino que, numa tradução preliminar significa, "o máximo do direito, o máximo da injustiça", ou "suma justiça, suma injustiça"; o excesso de justiça redunda em injustiça. Este brocardo encerra a ideia de que o direito deve ser sempre interpretado com equidade, como forma de se evitar a injustiça ao se apegar às normas na sua pura expressão literal e dogmática. Esta locução latina é utilizada como aforismo, Dir Axioma jurídico que nos adverte contra a aplicação muito rigorosa da lei, que pode dar margem a grandes injustiças.
Esta é uma citação original da obra De officiis (I, 10, 33) de Cícero e foi posteriormente utilizada por outros autores, pois dele se fez provérbio. Já antes, uma frase com sentido similar: ius summum saepe summast malitia teria sido dita por um personagem da comédia Heautontimorumenos (IV, 5) de Terêncio.
O substantivo neutro ius, em latim clássico, ou jus, no latim medieval, é traduzido na sua acepção leiga como justiça. Ius refere-se ao direito posto pelo homem, é o que a cidade obriga, é, na acepção atual, o direito positivo. Os romanos estariam com ius, portanto, a referir-se ao direito e à justiça. Isto se deve ao fato de que o direito é necessariamente a expressão do justo. Os romanos não concebiam facilmente a distinção entre direito e justiça. Ius, portanto, é direito, uma norma jurídica; apenas a norma que se encontra em conformidade com a justiça.
Quem leva até as ultimas consequências um direito, aliás, juridicamente inatacável, comete grave injustiça, desde que sua exigência chegue a lesar não menos respeitáveis direitos humanos dos próximos – injustiça que sobe de ponto se, para conseguir seu estrito direito, lançar mão dos inúmeros recursos que lhe oferece uma legislação intricada e por vezes confusa.
Com isto, a jurisprudência romana via nesta forma literal a se apreender o direito como a atualização da essência da injustiça, uma aplicação contrária ao direito. Desta feita, na medida em que se interpreta o direito de forma exagerada, apelando a sua literalidade, está-se na verdade a promover a injustiça. Como fruto do arbítrio humano, o direito não pode ser interpretado de forma literal rígida.
Fora da equidade há somente o rigor do direito, o Direito duro, excessivo, maldoso, a formula estreitíssima, a mais alta cruz. A equidade é o direito benigno moderado, a justiça natural, a razão humana.